# Chuck E. Cheese
CEC Entertainement anciennement Chuck E. Cheese's (anciennement Chuck E. Cheese's Pizza Time Theatre et de Chuck E. Cheese's Pizza) est une chaîne de centres de divertissement et de restaurants américaine. La chaîne est la principale marque de la CEC Entertainment, Inc. dont les quartiers généraux se trouvent à Irving au Texas,. L'établissement sert pizzas et autres plats et propose des jeux d'arcade et manèges ainsi que des robots animatroniques. La marque tire son nom de son principal personnage animatronique, Chuck E. Cheese, une souris anthropomorphe qui chante et interagit avec les clients.
Le premier établissement Chuck E. Cheeses's Pizza Time Theater a ouvert à San Jose en Californie le 17 mai 1977,,,. Le concept a été créé par le cofondateur d'Atari, Nolan Bushnell, connu pour avoir conçu le jeu vidéo Pong. Le Pizza Time Theater a été le premier restaurant familial à intégrer à la fois de la nourriture, dessins animés et salle d'arcade.
À la suite d'un dépôt de bilan, la chaîne a été acquise par le concurrent Showbiz Pizza Place en 1984, créant ainsi Showbiz Pizza Time, Inc. En 1990, la société a commencé l'unification des deux marques dans le but de renommer chaque emplacement "Chuck E. Cheese's Pizza",. Le logo a été revu en 1994, après que le mot Pizza a été enlevé de toutes les enseignes. Showbiz Pizza Time, Inc. est devenu CEC Entertainment, Inc. en 1998, et plus de 500 restaurants Chuck E. Cheese's sont en service en 2019.

## Histoire de la chaîne

### La fondation
Chuck E. Cheese's Pizza Time Theatre a été créé par le cofondateur d'Atari, Nolan Bushnell, qui cherchait à élargir le champ d'activité des salles d'arcade,. L'expérience de Bushnell dans l'industrie des parcs d'attractions, ainsi que son attrait pour la Walt Disney Company, ont joué un rôle important dans la conceptualisation du Pizza Time Theatre. Le premier établissement a ouvert à San Jose en Californie en 1977, et était le premier restaurant familial intégrant à la fois aliments, divertissements peu coûteux et salle d'arcade. En 1978, Bushnell a acheté le concept du Pizza Time Theatre auprès de la société-mère d'Atari à l'époque : Warner Communications. Gene Landrum a ensuite démissionné d'Atari et a été nommé président et chef de l'exploitation de Chuck E. Cheese's Pizza Moment Theatre,
En janvier 2014, Apollo Global Management rachète CEC Entertainment, maison-mère de la chaîne de restauration Chuck E. Cheese's pour environ 948 millions de dollars et le titre est retiré de cotation NYSE.

### En France
Le 5 avril 1984, le premier restaurant franchisé en France est ouvert à Créteil dans le centre commercial régional,,.
Il n'existe cependant plus de restaurant de la chaîne en France (ce restaurant ayant fait faillite entre janvier et mars 1986), la marque s'étant recentrée en Amérique du Nord, guère aidée par les conséquences désastreuses de la pandémie de COVID-19 sur ses finances, 